# Loža "Budnost"
Loža "Budnost" (lati. Vigilantia; njem. Zur Wachsamkeit) je hrvatska masonska loža u Osijeku koja djeluje u tri navrata i to:
- od 1773. do 1791. godine pod zaštitom Velike pokrajinske lože Ugarske (1773. – 1775.) i Velike pokrajinske lože Hrvatske (1775. – 1791.).[1]
- od 1912. do 1940. godine pod zaštitom Velike simboličke lože Ugarske (1912. – 1918.), Velike lože "Ljubav bližnjega" (1918. – 1919.) i Velike lože "Jugoslavija" (1919. – 1940.).[2]
- od 2019. godine pod zaštitom regularne Velike lože Hrvatske pod brojem 16.[3]